# AC Omonia Nicosia
Athletic Club Omonia Nicosia sau Omonia Nicosia(în greacă: Αθλητικός Σύλλογος Ομόνοια Λευκωσίας) este un club de fotbal din Cipru. În prezent echipa se află în prima ligă din Cipru.